# Províncies Atlàntiques del Canadà
Sota el nom de Províncies atlàntiques del Canadà es coneix la regió del Canadà que engloba les quatre províncies de la costa atlàntica: l'Illa del Príncep Eduard, Nova Brunswick, Nova Escòcia i Terranova i Labrador. La població conjunta d'aquestes províncies és de 2.332.535 habitants, segons el cens de 2007.
L'origen d'aquest terme es deu al premier de Terranova i Labrador, Joey Smallwood, qui anomenà així aquestes províncies quan el seu territori s'uní al Canadà l'any 1949. D'aquesta manera, negà la possibilitat d'incloure Terranova a les Províncies Marítimes, un nom ja existent i que descrivia les semblances culturals entre l'Illa del Príncep Eduard, Nova Brunswick i Nova Escòcia. Cal recordar que totes elles s'havien incorporat al Canadà al llarg del segle xix: Nova Brunswick i Nova Escòcia l'any 1867, i l'Illa del Príncep Eduard el 1873.
Tot i així, nombroses vegades ambdues denominacions (Províncies Atlàntiques i Províncies Marítimes) es confonen, malgrat que la segona no inclou a Terranova i Labrador.

## Comunitats urbanes
La següent llista inclou aquelles conurbacions urbanes que tenien, segons el cens de 2006, una població superior als 50.000 habitants. Ordenades per població/àrea metropolitana:
| Comunitat     | Província               | Població (2006) |
| ------------- | ----------------------- | --------------- |
| Halifax       | Nova Escòcia            | 372.858         |
| St John's     | Terranova i Labrador    | 181.113         |
| Moncton       | Nova Brunswick          | 126.424         |
| St John's     | Nova Brunswick          | 122.389         |
| Cape Breton   | Nova Escòcia            | 105.928         |
| Fredericton   | Nova Brunswick          | 85.688          |
| Charlottetown | Illa del Príncep Eduard | 58.625          |